# عليان (عمان)
عليان منطقة سكنية تقع في لواء الجيزة، محافظة العاصمة في الأردن. تنتمي المنطقة لقضاء أم الرصاص الذي يضم 16 منطقة. يقدر عدد سكانها بـ 359 نسمة حسب إحصاء 2015.

## الوصلات الخارجية
- دائرة الاحصاءات العامة